# Incêndio

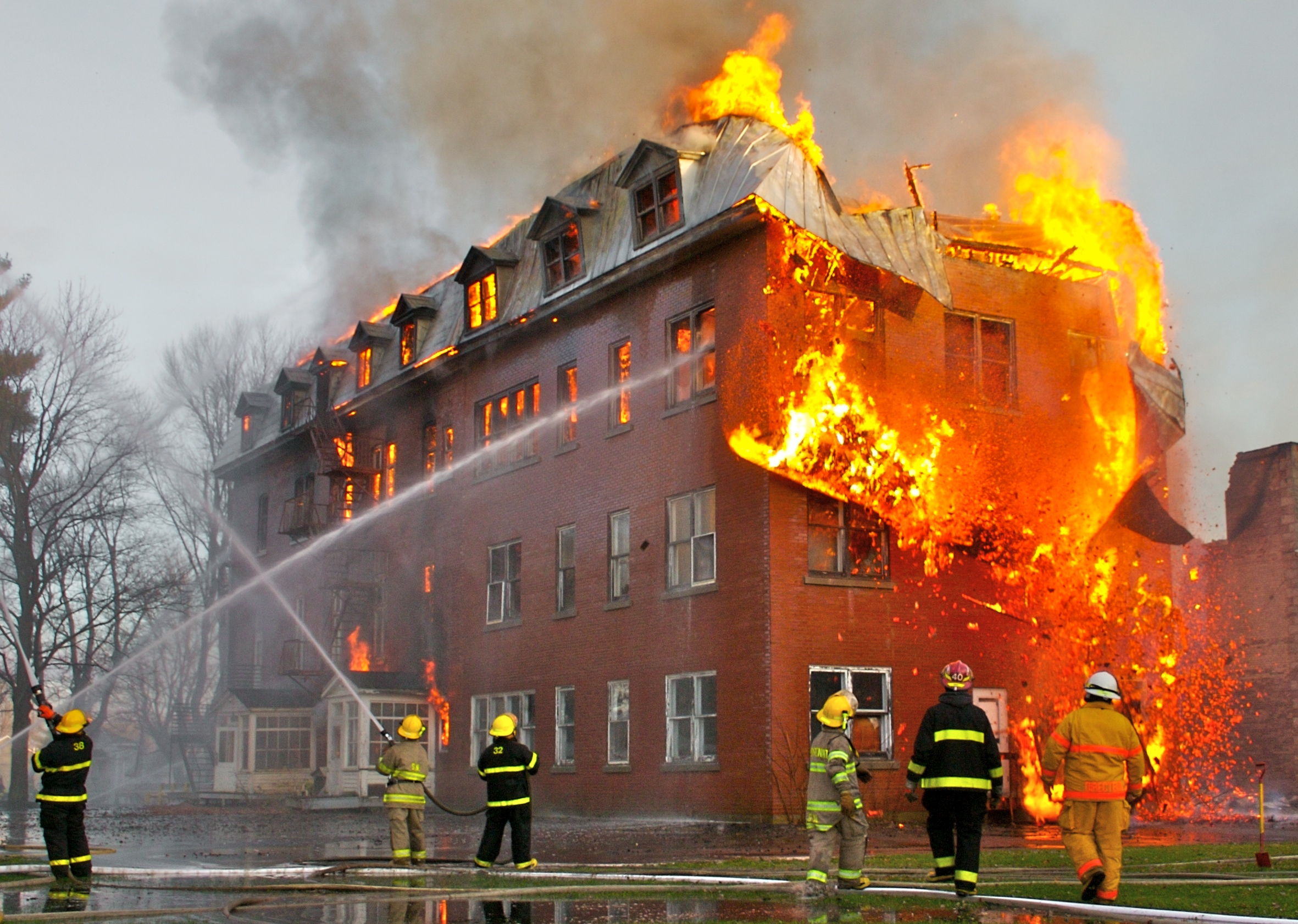
Bombeiros apagando um incêndio num edifício.

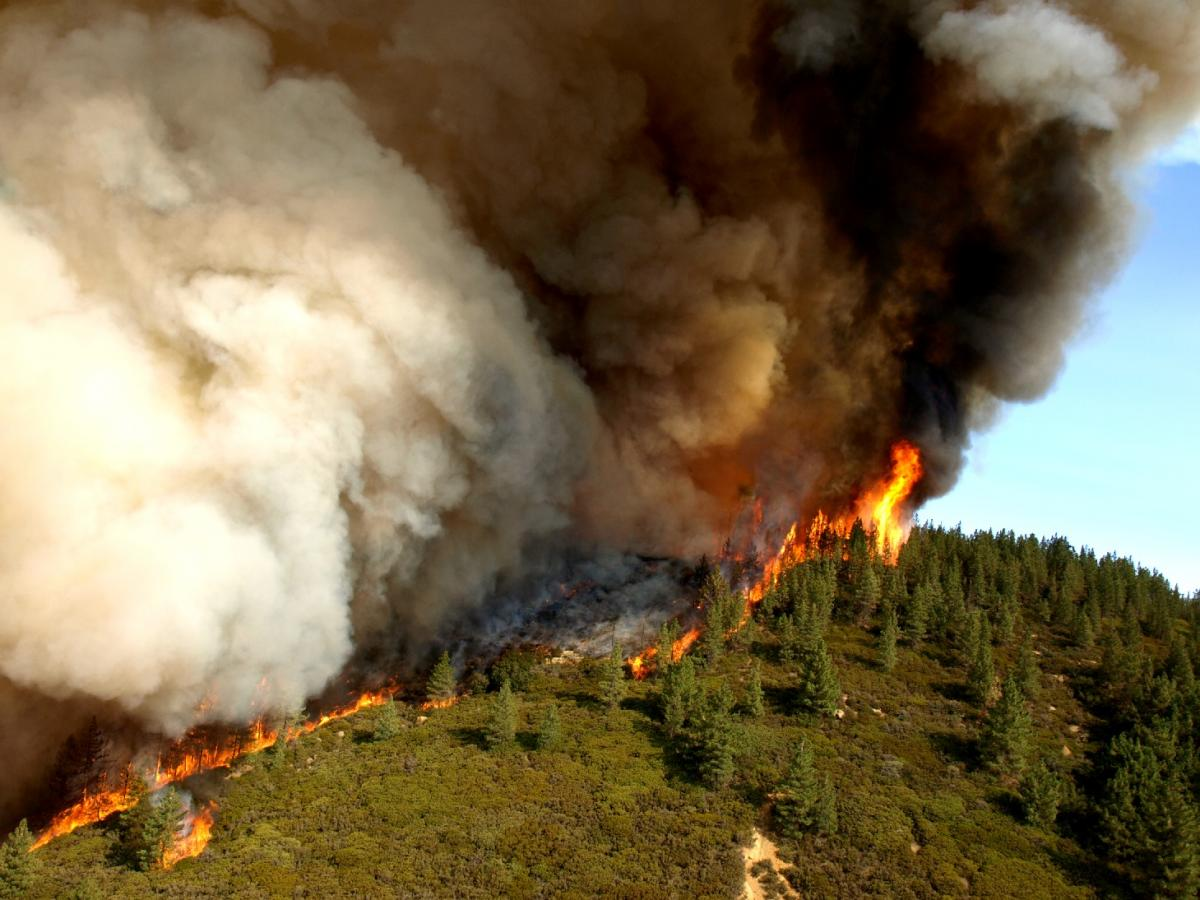
Um incêndio na Califórnia.

Um incêndio é uma ocorrência de fogo não controlado, que pode ser extremamente perigosa para os seres vivos e as estruturas. A exposição a um incêndio pode produzir a morte, geralmente pela inalação dos gases, ou pelo desmaio causado por eles, ou posteriormente pelas queimaduras graves.

## Causas e tipos
Durante uma conflagração ocorre um movimento significativo de ar e produtos de combustão.  Os produtos gasosos quentes da combustão movem-se para cima, causando o influxo de ar frio mais denso para a zona de combustão. Às vezes, o influxo é tão intenso que o fogo se transforma em uma tempestade de fogo.
Dentro de um edifício, a intensidade das trocas gasosas depende do tamanho e da localização das aberturas em paredes e pisos, da altura do teto e da quantidade e características dos materiais combustíveis.
Fontes:
- As conflagrações industriais incluem incêndios em refinarias de petróleo, como o incêndio da refinaria de petróleo de Cataño em 2009.
- Incêndios florestais são incêndios em florestas ou outras áreas não desenvolvidas, e podem se transformar em uma conflagração.
- Uma conflagração urbana é definida como um "grande incêndio destrutivo que se espalha além de barreiras naturais ou artificiais; pode-se esperar que resulte em grandes perdas monetárias e pode ou não incluir fatalidades. Uma conflagração urbana ultrapassa um quarteirão e destrói trechos inteiros de uma cidade" Exemplos notáveis incluem o Grande Incêndio de Tartu em 1775, o Grande Incêndio de Turku em 1827, e o Grande Incêndio de Hamburgo em 1842.  O incêndio em Paradise, Califórnia, em 2018, queimou 18 000 estruturas e matou 85 pessoas.
- Em alguns navios, um grande incêndio não contido pode levar rapidamente a uma conflagração de navios.
- A conflagração de um edifício é conhecida como incêndio de estrutura.

## Métodos de extinção

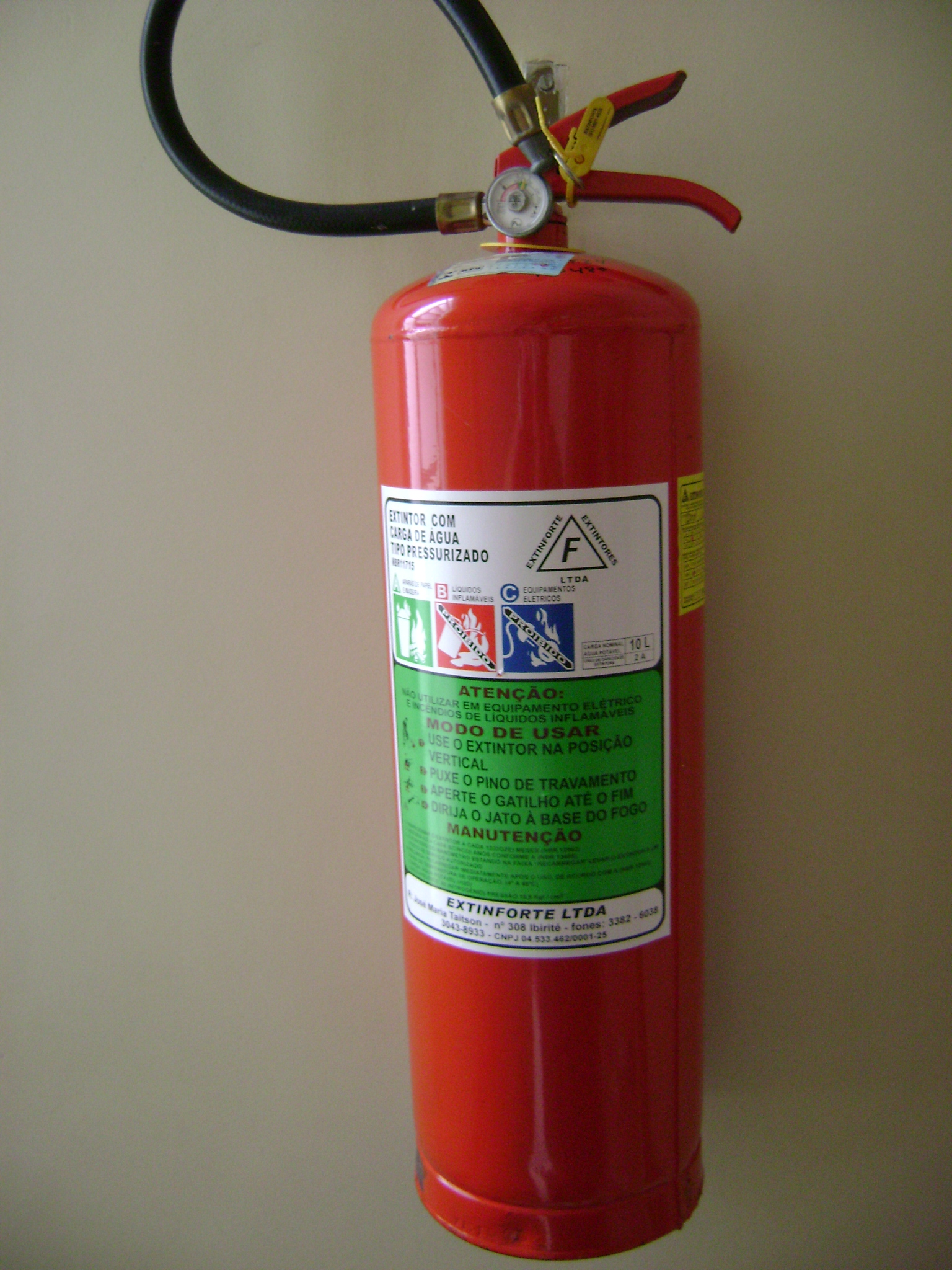
Um extintor de incêndios.

Há várias formas de se conter um incêndio, dentre as quais:

### Arrefecimento ou limitação do calor
Neste método, a água é o meio mais utilizado para arrefecer o sistema. É necessário que a temperatura do combustível seja inferior à temperatura da combustão ou queima.

### Abafamento
Este método consiste num isolamento do combustível do comburente ou na redução substancial deste no ambiente do sistema.

### Carência ou limitação do combustível
Separação do combustível da fonte de energia ou do ambiente do incêndio para evitar danos maiores.

## Incêndios famosos
- Grande incêndio de Roma
- Grande incêndio de Chicago
- Grande Incêndio de Londres
- Incêndio da Igreja da Companhia de Jesus, Santiago, Chile.
- Incêndio do Chiado, Lisboa
- Incêndio do Gran Circus Norte-Americano
- Incêndio do Edifício Andraus
- Incêndio do Edifício Joelma
- Incêndio no Edifício Andorinhas
- Incêndio na Boate Kiss
- Incêndio de Pedrógão Grande, Leiria
- Incêndio no Museu Nacional do Rio de Janeiro, em 2018
- Incêndio no alojamento do Flamengo, em 2019
- Incêndio da Catedral de Notre-Dame de Paris, França